# Salomó I d'Imerècia
Salomó I, el Gran (nascut el 1735), segon fill d'Alexandre V d'Imerècia, va succeir al seu pare el març del 1752 com a rei d'Imerècia.
Va prohibir el tràfic d'esclaus. El thavadi Levan Abashidze i l'eristhavi de Ratxa van organitzar revoltes contra el rei en les quals fins i tot va participar la mare de Salomó. Però aquest amb l'ajuda dels petits thavadis, i aliat als mthavaris de Mingrèlia i Gúria va poder-los derrotar.
El pasha de Samtskhé-Saatabago li va ordenar que permetés la venda d'esclaus però s'hi va negar i li van fer costat el seu cunyat Katsia Dadiani de Mingrélia, Mamia Gurieli de Guria i el mthavari Khutunia Shervashidze de Samurzakan. L'exèrcit turc envaí el país i va acampar a Okriba, prop de Khressili. Levan Abashidze i Rostom, eristhavi de Ratxa, van unir-se als turcs. El 14 de desembre de 1757 el rei ataca als turcs i lliura batalla, guanyant-la. Levan Abashidze va morir i pel costat reial Khutunia Shervashidze. El sathavado dels Abashidze fou sotmès al rei i el fill de Levan, Gedeó, va ser cegat. El eristhavi de Ratxa va poder escapar.
El 1758 es va signar un tractat de cooperació entre Imerècia, Kartli i Kakhètia.
Atacs turcs al decenni dels seixanta van ser rebutjats però el 1766 van aconseguir instal·lar a Teimuraz.
Els turcs van reconèixer finalment a l'estat però a canvi de reconèixer el protectorat otomà (tractat del 1767). L'any següent l'ex rei Salomó va derrotar a Tskhratskaro al seu cosí Teimuraz d'Imerècia, fill de Mamuka, que ostentava el tron, i que tenia el suport de Rostom de Ratxa, però també de Katsia Dadiani i Jordi Gurieli entre d'altres. Teimuraz va ser fet presoner i va morir a la presó de Mukhuri. Poc després fou capturat Rostom de Ratxa i cegat amb el seu fill. Ratxa fou incorporat als dominis reials menys una part que va ser donat a senyors fidels. Salomó va recuperar el tron.
El 1768 va enviar una ambaixada a Rússia
El 1770, després de la desfeta turca de Aspindza davant Irakli II de Kartli per fer sortir a les guarnicions turques de Tsutskhvéthia i Chorapani i assetja el castell de Kutaisi. En arribar el general rus Gottlieb Heinrich Totleben des del Kartli, va assetjar amb la seva ajuda la fortalesa de Bagdathia i la va conquerir. Finalment també va ocupar el castell de Kutaisi. Tottleben va assetjar Poti però no va reeixir en la seva conquesta. A Imerècia, Tottleben va fer el mateix que a Kartli i va intentar que els senyors locals se sotmetessin al tsar. Finalment va ser cridat a Rússia i enviat al seu lloc el general Sukdjotin, que tampoc no es va entendre amb el rei i no va tenir en consideració les condicions locals. Els turcs el van atacar prop de Poti i va ser derrotar (1771) i després d'això Rússia va retirar el seu exèrcit d'Imerècia (1772) i llavors el turcs van ocupar Kabulèthia, que pertanyia a Gúria, i la van incorporar al valiat de Trebizonda. El rei va enviar una ambaixada a Rússia demanant el protectorat, però no va ser atesa.
El 1774 un exèrcit turc envaí el país però foren aniquilats al congost de Txkherimela. Poc després el Tractat de Kuchuk-Kainardji va establir el final del domini otomà. La zona era reconeguda dintre de la zona d'influència otomana però el rei ja no hauria de pagar tribut.
El 1778 el fill del rei, Alexandre, es revoltà contra el seu pare però fou vençut i el 1780 Alexandre va morir deixant a Salomó sense successor. Mentrestant aquest mateix 1780, Turquia va atacar el país des Abkhàzia, envaint Mingrèlia. Salomó va ajudar al mthavari de Mingrèlià i va lliurar batalla a Rukhi en la que els otomans foren derrotats. Llavors el turcs van envair pel sud, per [Adjària] i aquí el rei va fracassar.
Salomó va morir a Kutaisi a finals d'abril o primers de maig de 1784